# (85559) Villecroze
(85559) Villecroze (1998 AC5) – planetoida z grupy pasa głównego asteroid okrążająca Słońce w ciągu 4,33 lat w średniej odległości 2,65 j.a. Odkryta 8 stycznia 1998 roku.